# 李梓 (明朝)
李梓（16世紀—17世紀），字仲才，四川成都府綿州人，明朝政治人物。

## 生平
李梓天資穎慧，舉止不凡，是嘉靖三十七年（1558年）戊午科四川鄉試舉人，三十八年（1559年）己未科會試中副榜，隆慶元年（1567年）授解州學正，進士王明曾跟隨他學習，六年（1572年）任南鄭知縣，改善當地賦役過重情況，能力聲譽冠絕漢南，陞陸涼州知州，因被中傷辭官回鄉居住四十年，倡議興建文峰塔，數年後建成，人文因此蔚起，其文章追求古風，不循襲舊語，人們都佩服他。

## 引用
1. ↑  四庫全書《四川通志·卷三十六·選舉》：明嘉靖舉人……李梓 綿州人
2. 1 2  天啟《成都府志·卷二十二·人物列傳》：李梓，字仲才，天資穎慧，舉止不凡，少游大鶴先生之門，與聞白沙微旨。嘉靖戊午舉於鄉，屢阨南宮，以乙榜授山西解州學正，侍御王公明輩咸出其門。陞南鄭令，究心吏事，大著能聲，才諝風力為漢南冠，尋轉陸涼州知州，竟以執法不阿中含沙之口，居林下四十年，避囂茹素徜徉泉石，郡之南舊少文峰青烏，議建塔公遂任其事，拮据數年乃成，嗣是人文蔚起，公有力焉，為文務追琢古奧，不襲陳語，人多服其才致云。
3. ↑  乾隆《南鄭縣志·卷四·職官》：明 知縣……李梓 《府志》（云）四川綿州人舉人，隆慶六年任，舊因山寇嘯聚，當道者暫移金寧城洋，褒沔之差於南鄭，寇平而差不返，民甚苦之，梓至即酌重役、均徭賦，民始解倒懸而釋重負，立有安民碑。